# 聖公會羅徹斯特教區
聖公會羅徹斯特教區（英語：Diocese of Rochester）是英格蘭教會坎特伯雷教省下面的一個教區。成立於604年，和倫敦同期，僅晚於坎特伯雷。
轄區包括泰晤士河以南的大倫敦（布羅姆利區和貝克斯利區），以及肯特郡西部，座堂是羅徹斯特座堂，現任主教為詹姆士·朗斯達夫。下分為一個副主教區、三個會吏長區及若干個會吏區，管理218個堂區。